# Néstor Bareiro
Néstor Fabián Bareiro Leguizamón (Fernando de la Mora, 11 dicembre 1983) è un calciatore paraguaiano, di ruolo attaccante.

## Carriera

### Club
Durante la sua carriera ha giocato con numerose squadre di club.